# Stefan Heid

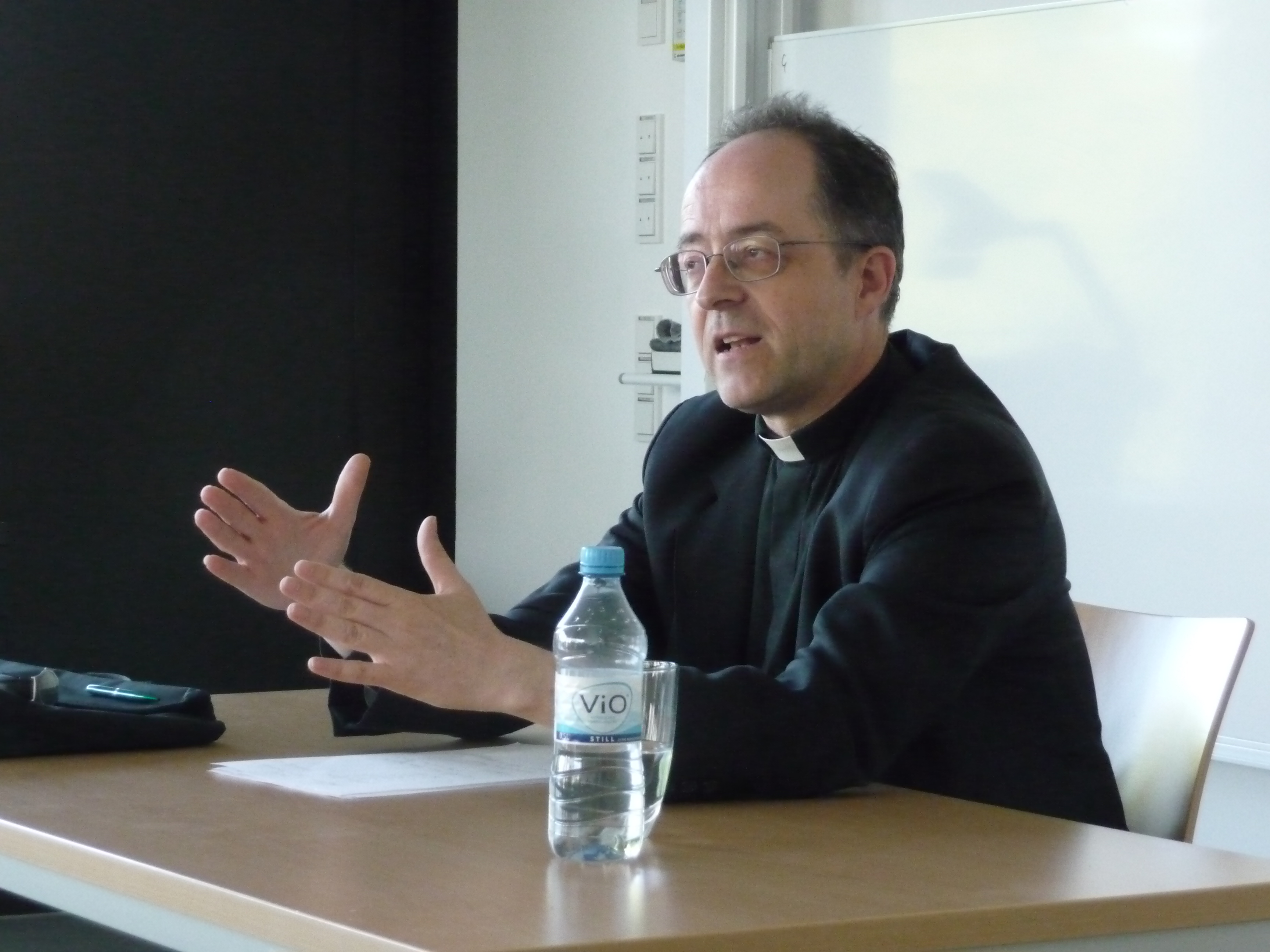
Stefan Heid (2018)

Stefan Heid (* 28. Dezember 1961 in Bad Homburg vor der Höhe) ist ein deutscher katholischer Priester, Kirchenhistoriker und Christlicher Archäologe. Seit 2011 ist er Direktor des Römischen Instituts der Görres-Gesellschaft (RIGG). Zudem leitet er seit 2020 als Rektor das Pontificio Istituto di Archeologia Cristiana (PIAC).

## Leben
Nach dem Abitur am altsprachlichen Zweig des Kaiserin-Friedrich-Gymnasiums in Bad Homburg studierte Stefan Heid katholische Theologie, Christliche Archäologie und Klassische Philologie (Griechisch) an der Rheinische Friedrich-Wilhelms-Universität Bonn. 1991 wurde er dort bei Ernst Dassmann mit der Arbeit Chiliasmus und Antichrist-Mythos. Eine frühchristliche Kontroverse um das Heilige Land promoviert. Von 1993 bis 1994 wirkte er als Diakon an St. Marien in Neuss. Am 10. Juni 1994 empfing er für das Erzbistum Köln die Priesterweihe. Anschließend war er bis 1996 als Kaplan in der Pfarrgemeinde St. Servatius in Siegburg tätig und wurde dann für seine wissenschaftliche Tätigkeit freigestellt. Von 1999 bis 2006 war er neben seinen Tätigkeiten in Rom in seiner Heimatdiözese Subsidiar am St.-Quirinus-Münster in Neuss.
2000 erfolgte Heids Habilitation an der Katholisch-Theologischen Fakultät der Universität Bonn mit der Arbeit Kreuz – Jerusalem – Kosmos. Aspekte frühchristlicher Staurologie. Anschließend erhielt er die Lehrberechtigung für Alte Kirchengeschichte, Patrologie und Christliche Archäologie.
Seit Juni 2001 ist er Professor für Liturgiegeschichte und Hagiographie am Pontificio Istituto di Archeologia Cristiana in Rom. 2006 bis 2012 war er Vizerektor des deutschen Priesterkollegs am Campo Santo Teutonico in Rom, wo er schon seit 1996 (mit Unterbrechung 2000 bis 2001) Kollegiat war. Seit dem 8. Dezember 1997 ist er Mitglied der Erzbruderschaft zur Schmerzhaften Mutter Gottes beim Campo Santo der Deutschen und Flamen. Außerdem hat er seit 2005 einen Lehrauftrag an der theologischen Fakultät der Dominikaneruniversität „Angelicum“ in Rom. Papst Benedikt XVI. ernannte Stefan Heid am 29. Dezember 2009 zum Kaplan Seiner Heiligkeit (Monsignore). 2011 übernahm er von Erwin Gatz das Amt des Direktors des Römischen Instituts der Görres-Gesellschaft mit Sitz am Campo Santo Teutonico; als solcher ist er auch verantwortlich für die Römische Quartalschrift und deren Supplementbände. Vom Wintersemester 2011/2012 bis zum Sommersemester 2012 verbrachte er ein Sabbatjahr am St. John’s Seminary in Brighton (Massachusetts), USA. Seit 2006 ist er Mitglied der KAV Capitolina. Von 2016 bis 2017 wirkte er als Gastprofessor am Institutum Patristicum Augustinianum. Seit dem 4. Februar 2020 ist Heid Rektor des Pontificio Istituto di Archeologia Cristiana. Seit dem 22. Juni 2023 ist er korrespondierendes Mitglied der Pontificia Accademia Romana di Archeologia.
Heid gehörte von 1995 bis 2022 zum Redaktionsbeirat der Zeitschrift Die Neue Ordnung. Seit 2001 gehört er zum Redaktionsbeirat der Rivista di Archeologia Cristiana und seit 2011 zum wissenschaftlichen Beirat der Reihe Colloquia Theologica der Universität Opole.
2012 hat Stefan Heid beim Stiftungsforum der katholischen Kirche im Bistum Aachen die Stiftung zur Förderung des Römischen Instituts der Görres-Gesellschaft eingerichtet, die 2020 an das Stiftungszentrum des Erzbistums Köln gewechselt ist.
2015 war er maßgeblich an der Gründung der Römischen Bibliothek Joseph Ratzinger – Benedikt XVI. beteiligt.

## Schriften
- Chiliasmus und Antichrist-Mythos. Eine frühchristliche Kontroverse um das Heilige Land (= Hereditas. Band 6). Borengässer, Bonn 1993, ISBN 3-923946-21-X (zugleich Bonn, Universität, Dissertation, 1991).
- Zölibat in der frühen Kirche. Die Anfänge einer Enthaltsamkeitspflicht für Kleriker in Ost und West. Schöningh, Paderborn u. a. 1997, ISBN 3-506-73926-3 (mehrere Auflagen, polnische Ausgabe: 2000; englische Ausgabe: 2001).
- Kreuz – Jerusalem – Kosmos. Aspekte frühchristlicher Staurologie (= Jahrbuch für Antike und Christentum. Ergänzungsband 31). Aschendorff, Münster 2001, ISBN 3-402-08116-4 (Habilitationsschrift).
- Haltung und Richtung. Grundformen frühchristlichen Betens. In: Internationale katholische Zeitschrift Communio. Bd. 38, Nr. 6, 2009, ISSN 1439-6165, S. 611–619 (PDF; 50 KB).
- Gebetshaltung und Ostung in frühchristlicher Zeit. In: Rivista di Archeologia Cristiana. Bd. 82, 2006, ISSN 0035-6042, S. 347–404, (PDF; 3 MB).
- mit Christian Gnilka, Rainer Riesner: Blutzeuge. Tod und Grab des Petrus in Rom. Schnell + Steiner, Regensburg 2010, ISBN 978-3-7954-2414-5.
  - darin S. 109–196: Jubel am Grab. (PDF; 404,63 KB).
- als Herausgeber: Petrus und Paulus in Rom. Eine interdisziplinäre Debatte. Herder, Freiburg (Breisgau) u. a. 2011, ISBN 978-3-451-30705-8 (Tagungsband).
- mit Martin Dennert (Hrsg.): Personenlexikon zur Christlichen Archäologie. Forscher und Persönlichkeiten vom 16. bis 21. Jahrhundert. 2 Bände. Schnell + Steiner, Regensburg 2012, ISBN 978-3-7954-2620-0.
- als Herausgeber: Operation am lebenden Objekt. Roms Liturgiereformen von Trient bis zum Vaticanum II. be.bra wissenschaft, Berlin 2014, ISBN 978-3-95410-032-3.
- mit Michael Matheus (Hrsg.): Orte der Zuflucht und personeller Netzwerke. Der Campo Santo Teutonico und der Vatikan 1933–1955 (= Römische Quartalschrift für Christliche Altertumskunde und Kirchengeschichte. Supplementband 63). Herder, Freiburg (Breisgau) u. a. 2015, ISBN 978-3-451-30930-4.
- Wohnen wie in Katakomben. Kleine Museumsgeschichte des Campo Santo Teutonico. Schnell + Steiner, Regensburg 2016, ISBN 978-3-7954-3183-9.
- mit Karl-Joseph Hummel (Hrsg.): Päpstlichkeit und Patriotismus. Der Campo Santo Teutonico: Ort der Deutschen in Rom zwischen Risorgimento und Erstem Weltkrieg (1870–1918) (= Römische Quartalschrift für Christliche Altertumskunde und Kirchengeschichte. Supplementband 65). Herder, Freiburg (Breisgau) u. a. 2018, ISBN 978-3-451-38130-0.
- Altar und Kirche. Prinzipien christlicher Liturgie. Schnell + Steiner, Regensburg 2019, ISBN 978-3-7954-3425-0 (englische Ausgabe 2023).
- mit Mariano Barbato (Hrsg.): Macht und Mobilisierung. Der politische Aufstieg des Papsttums seit dem Ausgang des 19. Jahrhunderts. Herder, Freiburg i. Br. u. a. 2020, ISBN 978-3-451-38573-5.
- Römisches Institut der Görres-Gesellschaft. Tätigkeitsbericht 2011 bis 2022. Schnell & Steiner, Regensburg 2022, ISBN 978-3-7954-3788-6.
- mit Markus Schmidt (Hrsg.): Kult des Volkes. Der Volksgedanke in den liturgischen Bewegungen und Reformen. Eine ökumenische Revision. Wissenschaftliche Buchgesellschaft, Darmstadt 2022, ISBN 978-3-534-40730-9.
- mit Thomas Kieslinger: Monsignore Hugh O’Flaherty: Der Held des Campo Santo Teutonico. Schnell & Steiner, Regensburg 2022, ISBN 978-3-7954-8073-8 (englische und italienische Ausgabe 2023).
- mit Chiara Cecalupo (Hrsg.): Cento anni del Pontificio Istituto di Archeologia Cristiana. Discipline e docenti. Pontificio Istituto di Archeologia Cristiana, Città del Vaticano 2023, ISBN 978-8-885-99175-0.
- mit Augustinus Sander, Hyacinthe Destivelle (Hrsg.): Einheit und Einzigkeit. Ekklesiologische Konkretionen in ökumenischer Perspektive. Freiburg i. Br. 2025, ISBN 978-3-451-02418-4.
- mit Johannes Grohe (Hrsg.), Historische Intuitionen. Hommage an Joseph Ratzinger/Papst Benedikt XVI. (= Römische Quartalschrift für Christliche Altertumskunde und Kirchengeschichte. Supplementband 72). Verlag Herder: Freiburg i.Br. u. a. 2024. ISBN 978-3-451-39572-7.